# The Decline
The Decline – australijski zespół skate punk z miasta Perth, Australia Zachodnia, utworzony w 2009 roku. Zespół brał udział w wielu trasach koncertowych po Australii i za granicą, otrzymując nominacje WAMi do Punk Act of the Year i Punk Song of the Year. Zespół często występował na jednej scenie ze swoimi idolami, w tym z takimi zespołami jak Descendents, Unwritten Law, Frenzal Rhomb, Propagandhi, Bodyjar, Bouncing Souls, Anti-Flag, Lagwagon, No Use for a Name, No Fun At All, Guttermouth, Strike Anywhere, Smoke or Fire, Pour Habit, The Flatliners, Nikola Sarcevic (Millencolin), Less Than Jake, Useless ID i inni.

## Skład
Aktualni członkowie
- Pat Decline — gitara, wokal prowadzący (od 2005)
- Harry — perkusja (od 2010)
- Ben Elliott — gitara, wokal prowadzący (od 2015)
- Ray Ray — gitara basowa, wokal wspierający (od 2015)[1]

Byli członkowie
- Dan Cribb[3] — wokal prowadzący, gitara basowa (2009—2015)
- Nathan Cooper — gitara (2009—2015)
- James «Doody» Davies — perkusja (2009—2010)

Muzycy sesyjni
- Josh Barker — perkusja (2019)
- Jared Stinson — gitara basowa (2017)

## Infuzja
Członkowie zespołu byli pod wpływem takich zespołów jak Propagandhi, Frenzal Rhomb, Strung Out, NOFX, Lagwagon, Descendents, Bad Religion, Pour Habit, Goldfinger, Less Than Jake.

## Dyskografia

### Albumy studyjne
- «I'm Not Gonna Lie To You» (2010)
- «Are You Gonna Eat That?» (2011)
- «Resister» (2015)
- «Flash Gordon Ramsay Street» (2019)

### EP'ki
- «The Same Kind» (2008)
- «We Lied» (2011)
- «Can I Borrow A Feeling?» (2014)

### Splity
- «4 Way WA Punk Split 7"» (2013, wraz z Scalphunter, The Bob Gordons & Silver Lizard)
- «Great Thieves Escape 3»[4] (2016, wraz z Bad Cop Bad Cop, Success & The Bob Ross Effect)
- «Local Resident Failure Vs The Decline»[5] (2017, wraz z Local Resident Failure)

### Single
- «Can't Have Both» (2016) tylko dystrybucja cyfrowa
- «Verge Collection» (2019)
- «The More You Know» (2019) tylko dystrybucja cyfrowa
- «Brovine» (2019) tylko dystrybucja cyfrowa
- «It Was Always You» (2019) tylko dystrybucja cyfrowa

## Teledyski
- «Pope'd In The Eye» (2010)
- «Shit Yeah» (2012)
- «Excuse Me» (2012)
- «Showertime In The Slammer» (2013)
- «66B» (2014)
- «Almost Never Met You» (2015)
- «I Don't Believe»[6] (2016)
- «Verge Collection» (2019)
- «The More You Know» (2019)
- «Brovine» (2019)
- «It Was Always You» (2019)